# Apodemus witherbyi
Apodemus witherbyi е вид гризач от семейство Мишкови (Muridae). Видът не е застрашен от изчезване.

## Разпространение
Разпространен е в Азербайджан, Армения, Грузия, Гърция (Егейски острови), Израел, Йордания, Иран, Ливан, Пакистан, Русия, Сирия, Туркменистан, Турция и Украйна.